# Jehmsei Keo

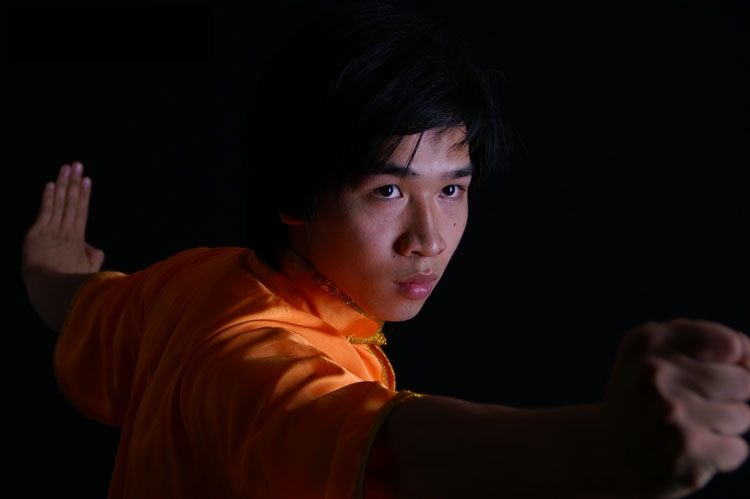
Jehmsei Keo

Jehmsei Keo (* 27. Juni 1987 in Brugg) ist ein Schweizer Wushu-Athlet.
Keo begann im Jahre 2002, im Alter von 14 Jahren, mit regelmässigem Wushu-Training in Unterentfelden an der Wushu-Akademie Schweiz. Er gilt als einer der grössten Schweizer Talente im traditionellen chinesischen Kampfsport.
Jehmsei Keo hat vom 6. bis 15. November 2006 an den Europameisterschaften im italienischen Lignano Sabbiadoro nahe Venedig teilgenommen und wird im November 2007 an den Weltmeisterschaften in Peking teilnehmen.

## Erfolge
- Schweizer Meister 2003 in Obfelden in der Kategorie Waffenlose Herren / Junioren 14-18 J.
- Schweizer Meister 2004 in Oberentfelden in der Kategorie Pflichtformen Waffenlose Junioren
- Schweizer Meister 2004 in Oberentfelden in der Kategorie Traditionelle Formen Waffenlose Junioren
- Internationales Turnier in Amsterdam, Holland: 2. Rang.
- 3. Rang an den SM 2005 in Münchenstein BS in der Kategorie Freie Formen waffenlos, Herren
- Schweizer Meister an den SM 2005 in Münchenstein BS in der Kategorie Traditionelle Formen: waffenlose Junioren
- November 2006: Teilnahme an den Wushu-Europameisterschaften in Lignano Sabbiadoro, Italien.